# Xã Newman, Quận Saunders, Nebraska
Xã Newman (tiếng Anh: Newman Township) là một xã thuộc quận Saunders, tiểu bang Nebraska, Hoa Kỳ. Năm 2010, dân số của xã này là 268 người.